# 橘オレコ
橘 オレコ（たちばな オレコ）は、日本の漫画家。女性。
2017年3月、小学館「マンガワン」から、読切作品『主任様と新人くん』で商業デビュー。

## 来歴
2016年に子育てをしながらアクリル絵の具で風景を描きはじめ、Twitterに掲載。イラスト画を経て同人誌を作成。2016年10月、イラスト投稿サイトpixivに投稿したオリジナル作品が、小学館マンガワン編集部の目に留まり、2018年1月より『プロミス・シンデレラ』の連載を開始。

2023年1月1日よりマンガワンと裏サンデーにて『ホタルの嫁入り』の連載を開始。

## 作品リスト

### 漫画作品
- 『プロミス・シンデレラ』小学館〈裏少年サンデーコミックス〉全16巻（『裏サンデー』2018年1月8日 - 2022年3月21日）
- 『#バツイチアラサー女子と男子高校生』小学館〈裏少年サンデーコミックス〉全1巻
- 『ホタルの嫁入り』小学館〈裏少年サンデーコミックス〉既刊8巻

### その他
- 謎解きはディナーのあとで（テレビアニメ、2025年）キャラクター原案[5]